# Edificio J & S
Edificio J & S (en inglés: J & S Building) es un edificio histórico ubicado en Miami, Florida. Edificio J & S se encuentra inscrito en el Registro Nacional de Lugares Históricos desde el 4 de enero de 1989. Forma parte del Downtown Miami MRA. 

## Ubicación
Edificio J & S se encuentra dentro del condado de Miami-Dade en las coordenadas 25°46′55″N 80°11′53″O / 25.781944, -80.198056.